# (184508) Courroux
(184508) Courroux est un astéroïde de la ceinture principale.

## Description
(184508) Courroux est un astéroïde de la ceinture principale. Il fut découvert le 10 août 2005 à Vicques par Michel Ory. Il présente une orbite caractérisée par un demi-grand axe de 2,80 UA, une excentricité de 0,15 et une inclinaison de 10,7° par rapport à l'écliptique.

## Compléments